# La Chasse infernale
Ne pas confondre avec le film québécois Chasse infernale, sorti en 2009.
Pour plus de détails, voir Fiche technique et Distribution.
La Chasse infernale (Hunters Are for Killing) est un téléfilm américain réalisé par Bernard Girard, diffusé en 1970.

## Synopsis
Après avoir purgé une peine de prison, L. G. Floran revient au domicile familial. Il veut refaire sa vie, et revendique sa part dans la succession de sa mère. Son beau-père, Keller Floran, s'y oppose car selon lui, L. G. est responsable de la mort du fils de Keller...

## Fiche technique
- Réalisation : Bernard Girard
- Scénario : Charles Kuenstle
- Production : Hugh Benson
- Musique originale : Jerry Fielding[1]
- Photographie : Gerald Perry Finnerman
- Montage : Edward Mann
- Direction artistique : James Dowell Vance
- Costumes : Reeder P. Boss et Barbara Haroutunian
- Société de Production : Cinema Center 100 Productions
- Société de distribution : Columbia Broadcasting System (CBS) (1970) (USA)
- Durée : 100 minutes
- Genre : Drame
- Pays :  États-Unis
- Langue : anglais
- Format : couleur - 1,33 : 1 - Monophonique
- Budget : 500 000 $
- Date de diffusion (États-Unis) : 12 mars 1970

Ce film a été tourné dans la  Wine Country, en Californie, en janvier 1970

## Distribution
- Burt Reynolds : L. G. Floran
- Melvyn Douglas : Keller Floran
- Suzanne Pleshette : Barbara Soline
- Larry Storch : Rudy LeRoy
- Martin Balsam : Wade Hamilton
- Peter Brown (en) : Raymond Pera
- Jill Banner : Holly Farnell
- Don Barry : Hank Phillips
- Angus Duncan : Richard Soline
- Ivor Francis (en) : Carl Farnell
- A Martinez : Jimmy Ramirez